# Амблімон
Амблімо́н (фр. Amblimont) — колишній муніципалітет у Франції, у регіоні Гранд-Ест, департамент Арденни. Населення — 163 осіб (2011).
Муніципалітет був розташований на відстані близько 220 км на північний схід від Парижа, 95 км на північний схід від Шалон-ан-Шампань, 30 км на південний схід від Шарлевіль-Мезьєра.

## Історія
До 2015 року муніципалітет перебував у складі регіону Шампань-Арденни. Від 1 січня 2016 року належав до нового об'єднаного регіону Гранд-Ест.
1 січня 2016 року Амблімон було приєднано до муніципалітету Музон.

## Демографія
Динаміка населення (INSEE ):
Розподіл населення за віком та статтю (2006):
| Стать | Всього | До 15 років | 15-24 | 25-44 | 45-64 | 65-85 | Понад 85 |
| --- | ------ | ----------- | ----- | ----- | ----- | ----- | -------- |
| Чоловіки | 60     | 12          | 8     | 8     | 20    | 12    | 0        |
| Жінки | 88     | 16          | 16    | 20    | 20    | 16    | 0        |
| \| Статево-вікова піраміда \| Статево-вікова піраміда \| Статево-вікова піраміда \| \| ----------------------- \| ----------------------- \| ----------------------- \| \| Чоловіки \| Вік \| Жінки \| \| 0 \| 85 + \| 0 \| \| 0 \| 80-84 \| 0 \| \| 0 \| 75-79 \| 8 \| \| 8 \| 70-74 \| 4 \| \| 4 \| 65-69 \| 4 \| \| 0 \| 60-64 \| 8 \| \| 4 \| 55-59 \| 0 \| \| 8 \| 50-54 \| 8 \| \| 8 \| 45-49 \| 4 \| \| 4 \| 40-44 \| 8 \| \| 4 \| 35-39 \| 12 \| \| 0 \| 30-34 \| 0 \| \| 0 \| 25-29 \| 0 \| \| 0 \| 20-24 \| 4 \| \| 8 \| 15-20 \| 12 \| \| 4 \| 10-14 \| 8 \| \| 4 \| 5-9 \| 4 \| \| 4 \| 0-4 \| 4 \| |        |             |       |       |       |       |          |
| Статево-вікова піраміда |        |             |       |       |       |       |          |
| Чоловіки | Вік    | Жінки       |       |       |       |       |          |
| 0 | 85 +   | 0           |       |       |       |       |          |
| 0 | 80-84  | 0           |       |       |       |       |          |
| 0 | 75-79  | 8           |       |       |       |       |          |
| 8 | 70-74  | 4           |       |       |       |       |          |
| 4 | 65-69  | 4           |       |       |       |       |          |
| 0 | 60-64  | 8           |       |       |       |       |          |
| 4 | 55-59  | 0           |       |       |       |       |          |
| 8 | 50-54  | 8           |       |       |       |       |          |
| 8 | 45-49  | 4           |       |       |       |       |          |
| 4 | 40-44  | 8           |       |       |       |       |          |
| 4 | 35-39  | 12          |       |       |       |       |          |
| 0 | 30-34  | 0           |       |       |       |       |          |
| 0 | 25-29  | 0           |       |       |       |       |          |
| 0 | 20-24  | 4           |       |       |       |       |          |
| 8 | 15-20  | 12          |       |       |       |       |          |
| 4 | 10-14  | 8           |       |       |       |       |          |
| 4 | 5-9    | 4           |       |       |       |       |          |
| 4 | 0-4    | 4           |       |       |       |       |          |

## Економіка
2010 року серед 89 осіб працездатного віку (15—64 років) 74 були активними, 15 — неактивними (показник активності 83,1%, у 1999 році було 65,5%). З 74 активних мешканців працювало 68 осіб (34 чоловіки та 34 жінки), безробітними було 6 (2 чоловіки та 4 жінки). Серед 15 неактивних 8 осіб було учнями чи студентами, 3 — пенсіонерами, 4 були неактивними з інших причин.

У 2010 році у муніципалітеті числилось 68 оподаткованих домогосподарств, у яких проживали 164,5 особи, медіана доходів виносила 19 651 євро на одного особоспоживача.